# James W. Grant
James William Grant, również Bill Grant (ur. 21 września 1943 w Lake City) – amerykański polityk, członek Partii Demokratycznej, a od 1989 Partii Republikańskiej.

## Działalność polityczna
W okresie od 3 stycznia 1987 do 3 stycznia 1991 przez dwie kadencje był przedstawicielem 2. okręgu wyborczego w stanie Floryda w Izbie Reprezentantów Stanów Zjednoczonych.